# Elçin Afacan
Elçin Afacan (Istanbul, 22 gennaio 1991) è un'attrice turca, nota per aver interpretato il ruolo di Melek "Melo" Yücel nella serie Love Is in the Air (Sen Çal Kapımı).

## Biografia
Elçin Afacan è nata il 22 gennaio 1991 a Istanbul (Turchia), fin da piccola ha mostrato un'inclinazione per la recitazione.

## Carriera
Elçin Afacan dopo aver completato i suoi studi al Mimar Sinan Fine Arts University State Conservatory, ha sperimentato per la prima volta l'emozione della macchina da presa con la sua esibizione nello spettacolo in concorso Görevimiz Komedi, trasmesso su Fox nel 2016. Dopo la competizione, ha sperimentato la sua prima serie televisiva interpretando il personaggio Gülçin nella serie İçerde, trasmessa su Show TV nello stesso anno. Nel 2017 ha interpretato il ruolo di una studentessa seduta in coda nella serie Deli Gönül, trasmessa su Fox. Dal 2017 al 2020 ha interpretato il ruolo di Ceren nella serie Kadin.
Nel 2019 ha interpretato il ruolo di Öğrenci nella serie Deli Gönül. Successivamente, ha iniziato a raggiungere grande successo nella serie Bir Aile Hikayesi con il personaggio di Beste Güneş.
Nel 2020 e nel 2021 ha interpretato il personaggio di Melek "Melo" Yücel nella serie Love Is in the Air (Sen Çal Kapımı), trasmessa su Fox. Nel 2021 ha interpretato il ruolo di un'impiegata nel film The Four Walls diretto da Bahman Ghobad.
Nel 2022 ha ricoperto il ruolo di Gamze nel film diretto da Yardımcı Karakter Benden Ne Olur, che è stata la sua prima esperienza cinematografica. Oltre alla recitazione, continua a prendere parte a palchi teatrali. Sempre nel 2022 ha recitato nella serie Civan Mert. Nello stesso anno ha recitato nelle serie Senden Daha Güzel (nel ruolo di Sena), Seni Kalbime Sakladım (nel ruolo di Reyhan Korkmaz) e Çöp Adam (nel ruolo di Meryem Yilmaz).

## Filmografia

### Cinema
- The Four Walls, regia di Bahman Ghobadi (2021)
- Benden Ne Olur, regia di Yardımcı Karakter (2022)

### Televisione
- Görevimiz Komedi – serie TV (2016)
- İçerde – serie TV, 4 episodi (2016)
- Deli Gönül – serie TV, 2 episodi (2017)
- Bir Aile Hikayesi – serie TV, 18 episodi (2019)
- Love Is in the Air (Sen Çal Kapımı) – serie TV, 52 episodi (2020-2021)
- Civan Mert – serie TV (2022)
- Senden Daha Güzel – serie TV (2022)
- Seni Kalbime Sakladım – serie TV, 7 episodi (2022)
- Çöp Adam – serie TV, 1 episodio (2022)

## Doppiatrici italiane
Nelle versioni in italiano dei suoi film e delle sue serie TV, Elçin Afacan è stata doppiata da:
- Lavinia Paladino[32] in Love Is in the Air[33]